# Історія Канади
Історія Канади — історія країни, яка займає північну частину північноамериканського континенту. Спочатку країна була населена автохтонним населенням, потім Канада завдяки імміграції з Європи перетворилася на офіційно двомовну федерацію, мирним шляхом здобула незалежність від Великої Британії. Першими європейськими поселенцями стали вихідці з Франції в XVII столітті, але потім країна стала британською колонією й здобула незалежність в XX столітті. На історію Канади впливали її жителі, географія і відносини з навколишнім світом.

## Перші дослідники Північної Америки
Згідно з традиційними переказами індіанського населення, воно було автохтоном на території сучасної Канади з давніх-давен. Новітні дослідження археологів доводять, що перші люди з'явилися в північному Юконі близько 26 500 років тому і в південному Онтаріо близько 9 500 років тому. Більшість антропологів вважають, що це були представники протомонголоїдної популяції — переселенці з Сибіру і Східної Азії. За даними досліджень, заселення Північної Америки відбулось пізніше інших континентів.
Першими європейцями на американському континенті були вікінги, які висадилися на східному узбережжі Канади приблизно в 1000 році. Джон Кабот в 1497 р. та Мартін Фробішер в 1576 р. були одними з перших європейських дослідників Канади. У 1534 р. Жак Картьє та Самюель де Шамплен в 1608 р. були першими французами, які досліджували територію Канади.

## Нова Франція

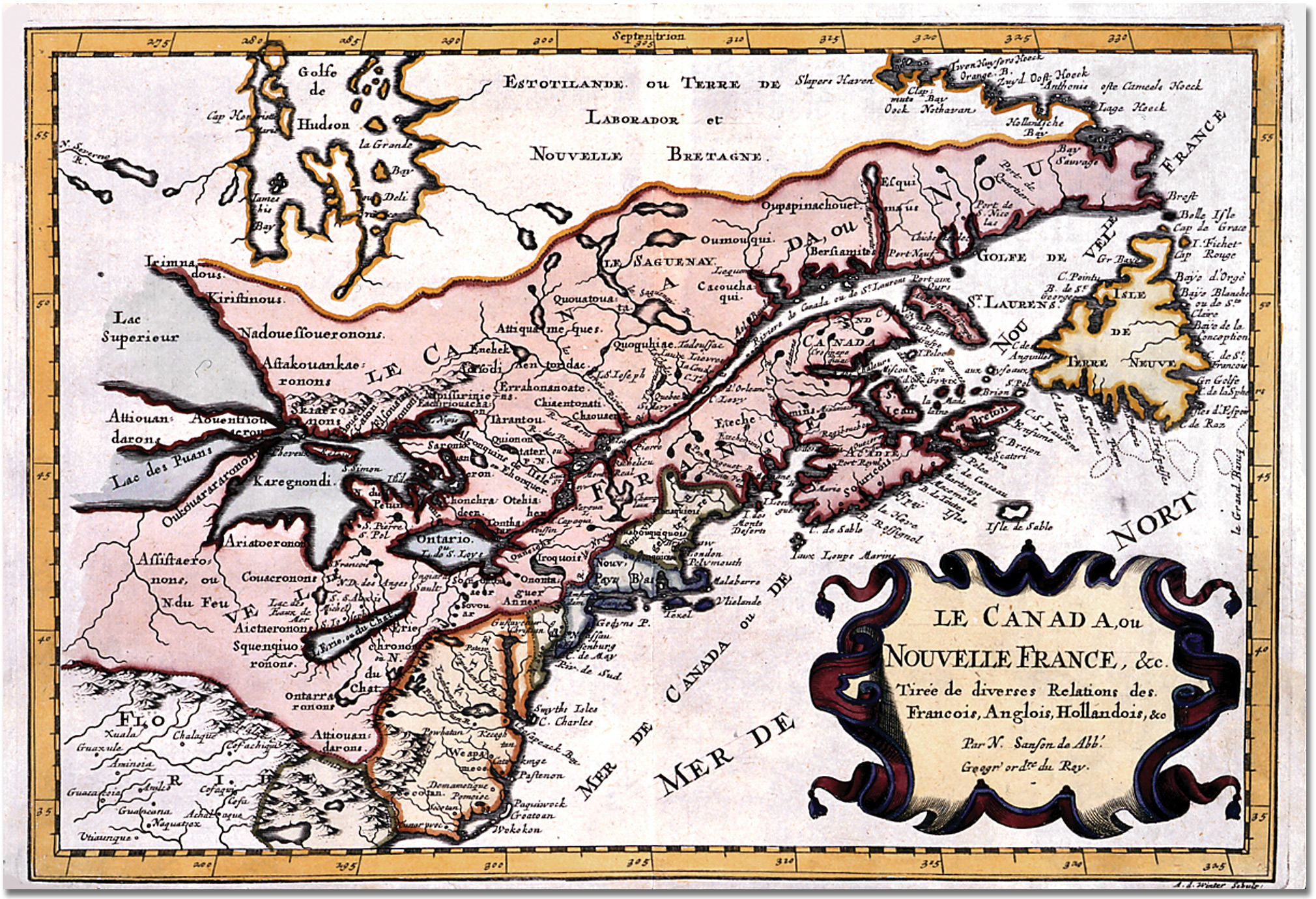
Карта Нової Франції

Перші постійні французькі поселення з'явилися в Порт Роялі (1605 р.) та м. Квебек (1608 р.). В 1608 р. в Ньюфаундленді з'явилося також і англійське поселення. Європейські дослідники і мисливці мимоволі принесли на континент незнані до того часу і тому смертельні хвороби, що швидко розповсюдилися через торговельні маршрути і сильно спустошили корінне населення. Протягом більшої частини сімнадцятого сторіччя, англійські і французькі колонії в Північній Америці могли розвиватися у відносній ізоляції один від одного. Французькі колоністи поволі заселили долину річки Св. Лаврентія, а англійські колоністи великою мірою розбудовували Тринадцять Колоній на півдні від теперішньої Канади. Проте, із загостренням змагання за територію, військово-морські бази, хутро і рибний промисел, мали місце декілька військових конфліктів між французькими та англійськими поселенцями, а також між ними та індіанцями.

## Семирічна війна
У французьких війнах з Конфедерацією Ірокезів також брали участь і індіанці алгонкіни — союзники французів. Ці війни велися переважно задля встановлення контролю над хутряною торгівлею на континенті. Англійці остаточно встановили контроль в Північній Америці після перемоги в Семирічній Війні 1756—1763 рр. В 1763 р. за Паризьким Мирним Договором до Англії відійшли всі колишні французькі території в Північній Америці, окрім двох маленьких островів Сен-П'єр і Мікелон біля узбережжя Канади. Ці острови продовжують знаходитись у володінні Франції по цей час.

## Наслідки Американської Революції
Після війни Велика Британія отримала у володіння території, заселені здебільшого франкомовними канадцями — католиками. Ці мешканці ще донедавна були ворожо налаштовані проти споконвічних ворогів англійців, тому аби запобігти майбутнім конфліктам англійський уряд ухвалив Квебекський Акт 1774 р., за яким французька мова, католицька віра і французьке цивільне право були урівняні в правах. Акт мав непередбачувані наслідки для Британської імперії, оскільки це розгнівало багатьох колоністів в Тринадцяти Колоніях, спричинивши разом з іншим Американську Революцію. У 1775—1776 роках Континентальна армія здійснила вторгнення в Канаду, у ході якого захопила Монреаль та взяла в облогу Квебек. Однак американські війська були витіснені британцями. Після здобуття незалежності Сполученими Штатами приблизно 50 000 так званих лоялістів — ті, хто залишався вірними Британській Імперії, переселилися на територію сучасної Канади, а саме в Квебек, Онтаріо, Нову Шотландію, Острів Принца Едварда та Ньюфаундленд. Щоб розмістити великі кількості англомовних лоялістів, що втікали зі США, тогочасна провінція Квебек була поділена на франкомовну Нижню Канаду і англомовну Верхню Канаду за Конституційним Актом 1791 року.

## Реорганізація колонії

формування канадських провінцій

Канада брала активну участь у війні 1812 року між Сполученими Штатами і Британською Імперією. Її успішне завершення і вдала оборона Канади мали важливі й тривалі наслідки для Канади — це сприяло укріпленню почуття єдності і появі національної гордості серед британських підданих Канади. З 1815 р. почалася велика хвиля імміграції до Канади з Британії та Ірландії. Серії угод із Сполученими Штатами привели до тривалого миру між Канадою і США.
1837 року відбулося повстання Патріотів у франкомовній Нижній Канаді (Квебек) та повстання Мекензі у англомовній Верхній Канаді (Онтаріо). Повстанці вимагали створення власного відповідального уряду та реального самоврядування. Оскільки колоніальна влада відкидала такі вимоги, було проголошено незалежність як Нижньої, так і Верхньої Канади. Проте, обидва повстання зазнали поразки.
У відповідь на повстання, колоніальна влада прийняла в 1839 р. так званий Акт про Стан Справ в Британській Америці, інакше знаний як звіт Дарема (англ. Durham Report), за яким обидві частини Канади були з'єднані в єдину напівфедеральну британську колонію Сполучена Провінція Канади. Це об'єднання було закріплене Актом про союз 1840 р. Підписанням Орегонського Договору 1846 р. між Великою Британією і Сполученими Штатами був закріплений міждержавний кордон між двома країнами і решта території на заході була поділена уздовж 49-ї паралелі. Внаслідок цього 1849 року було створено колонію острова Ванкувера, а також колонію Британської Колумбії в 1858 р. Ці обидві британські колонії були повністю відокремлені від Сполученої Провінції Канади. Наприкінці 1850-х років керівництво Канади організувало декілька дослідницьких експедицій на заході континенту з наміром встановити контроль над Землею Руперта і територіями Арктики. Канадське населення швидко зростало завдяки вищій, ніж раніше, народжуваності та високим рівням імміграції з Європи. В той час багато канадців, особливо франкомовних, емігрувало до Сполучених Штатів.

## Створення конфедерації

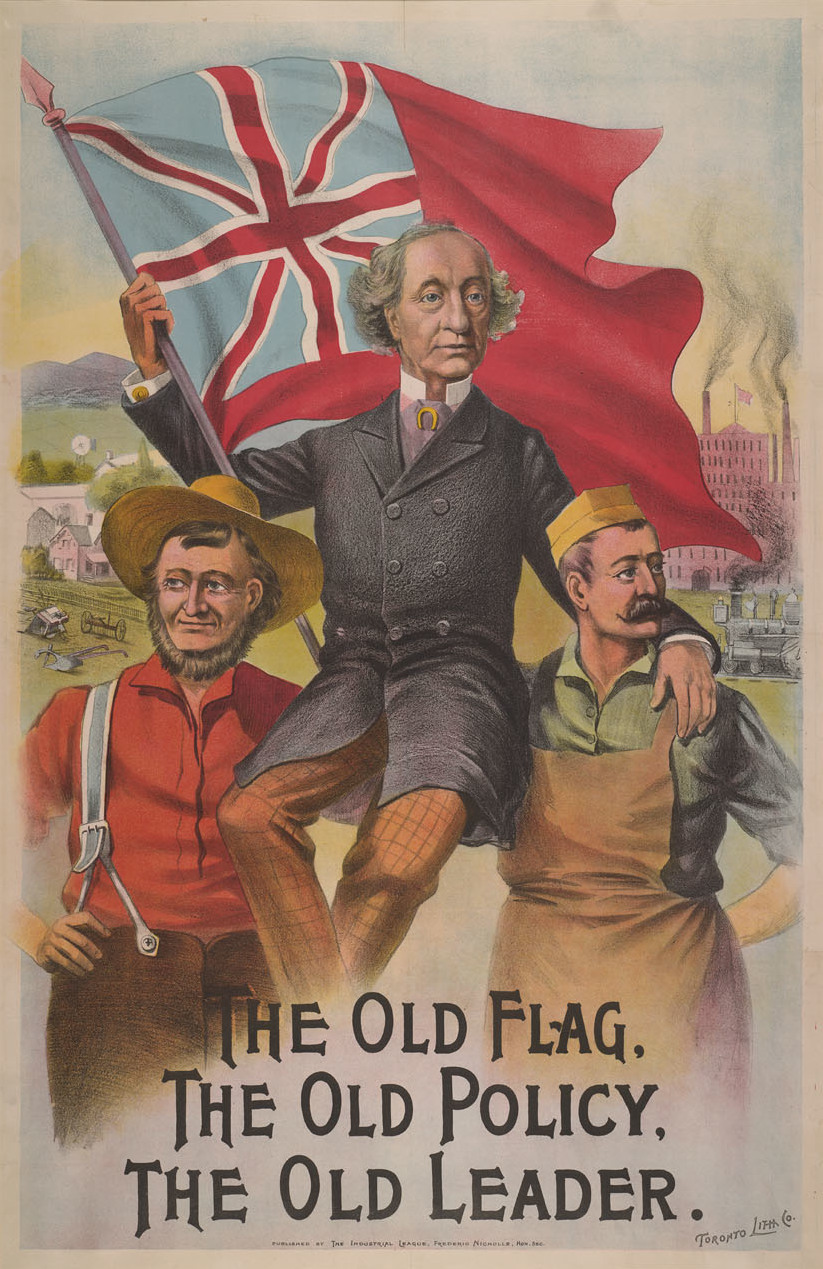
Агітаційний плакат першого прем'єр-міністра Канади Джона Макдональда

У середині XIX ст. відбулося декілька конференцій із метою об'єднання територій Канади, а також надання їм більших прав в самоврядуванні. Під час останньої конференції в Лондоні 1866 р. три британські колонії — Канада, Нова Шотландія, і Нью-Брансвік започаткували процес створення Конфедерації. Британський Північноамериканський Акт 1867 року затвердив нове утворення як «домініон під назвою Канада», в склад котрого входили чотири провінції: Онтаріо, Квебек, Нова Шотландія, і Нью-Брансвік. В 1870 р. Канаді були передані території Землі Руперта і Північно-західні території. Обидва регіони ввійшли в склад конфедерації у складі Північно-Західних територій Канади.
На початку 1870 р. вибухнуло повстання в колонії Червоної Річки, викликане невдоволенням метисів намірами уряду позбавити їх землі, а також нехтуванням урядом потреб населення заходу країни. Повстання скінчилося створенням провінції Манітоба і її входженням до Конфедерації в липні 1870 р. Британська Колумбія і острів Ванкувер, об'єднані ще в 1866 р., а також колонія Принца Едварда приєдналися до Конфедерації 1871 і 1873 рр. Для того щоб з'єднати Конфедерацію і затвердити свій суверенітет над західними провінціями, Канада побудувала три трансконтинентальні залізниці винятково з найбільшою з них — Канадською Тихоокеанською Залізницею. Наявність легкого сполучення із заходом країни допомогло розбудові цього регіону, до якого прибували численні емігранти з Європи, в тому числі із України. З поширенням залізничного зв'язку в канадських преріях почало зростати населення і з Північно-Західних територій в 1905 р. створили ще дві нові провінції — Альберту і Саскачеван.

## Перша світова війна

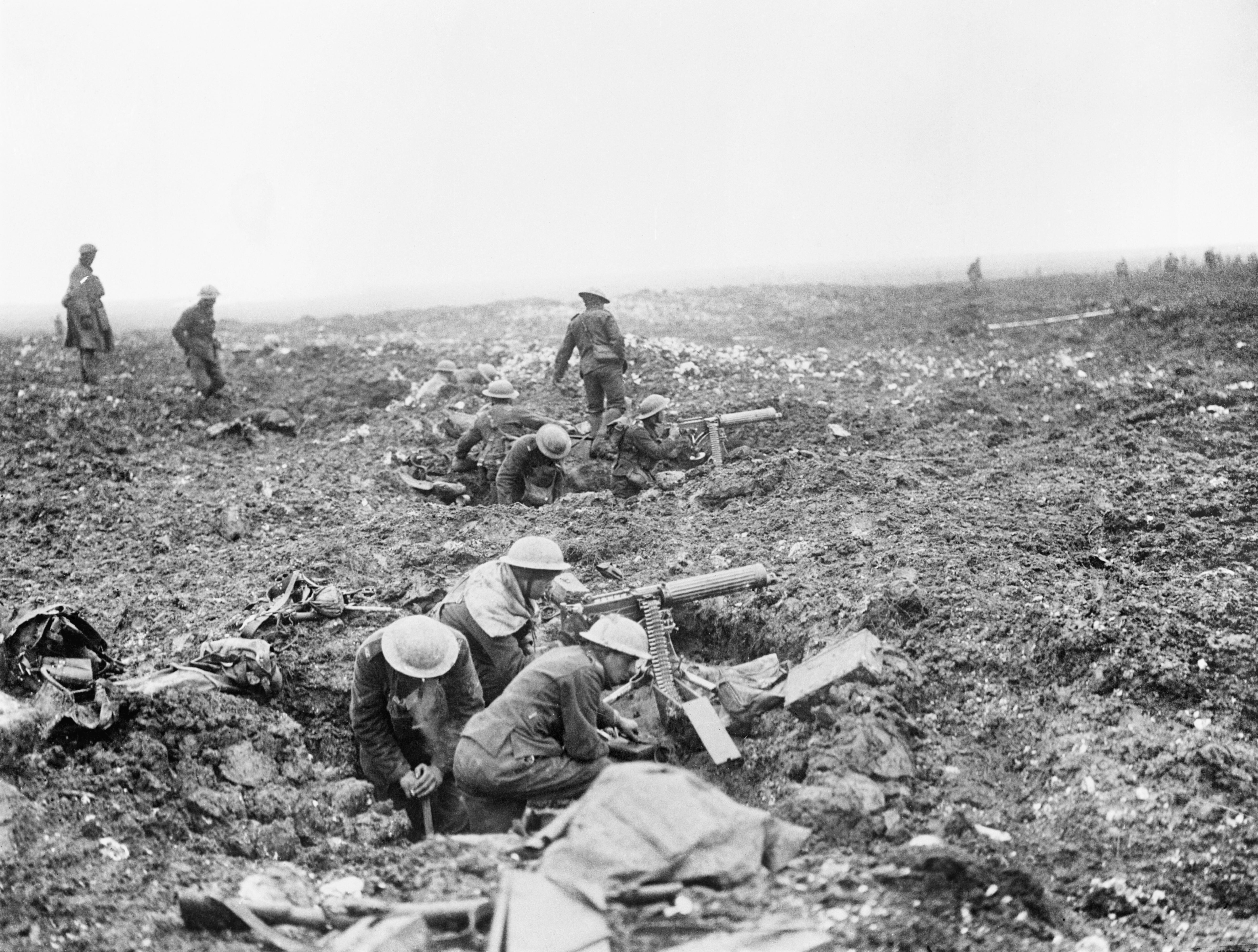

Перебуваючи формально в складі Британської Імперії, з початком Першої світової війни в 1914 р. Канада автоматично опинилася в стані війни і на прохання Великої Британії посилала до театру бойових дій сформовані майже повністю з добровольців військові з'єднання. Хоча ці загони і перебували під британським керівництвом, вони виступали у війні як окремий канадський військовий контингент. Втрати серед військових були настільки високі, що тодішній прем'єр-міністр Роберт Борден був змушений ввести обов'язкову військову повинність в 1917 р. і оголосити призов чоловіків в армію. Цей крок уряду був вкрай непопулярний в провінції Квебек, що врешті-решт призвело до втрати Консервативною партією підтримки в цій провінції. Опозиційна Ліберальна партія Канади, хоча й не була одностайною в опозиції щодо призову та військової повинності, стала домінуючою політичною партією країни.
В 1919 р. Канада приєдналася до Ліги Націй вже як окрема держава. Вестмінстерський Статут 1931 року постановив, що акти Британського парламенту не поширюватимуться на Канаду без її згоди. У той час трапилася Велика Депресія 1929 р., від якої також потерпала і Канада. Важкі економічні умови, особливо в преріях, призвели до формування нового світогляду серед деяких мешканців заходу країни, базованого на ідеї взаємодопомоги і соціальних програм. Ці ідеї поширював виходець з Саскачевану Томмі Даглас.

## Міжвоєнний період

### Канада на світовій арені

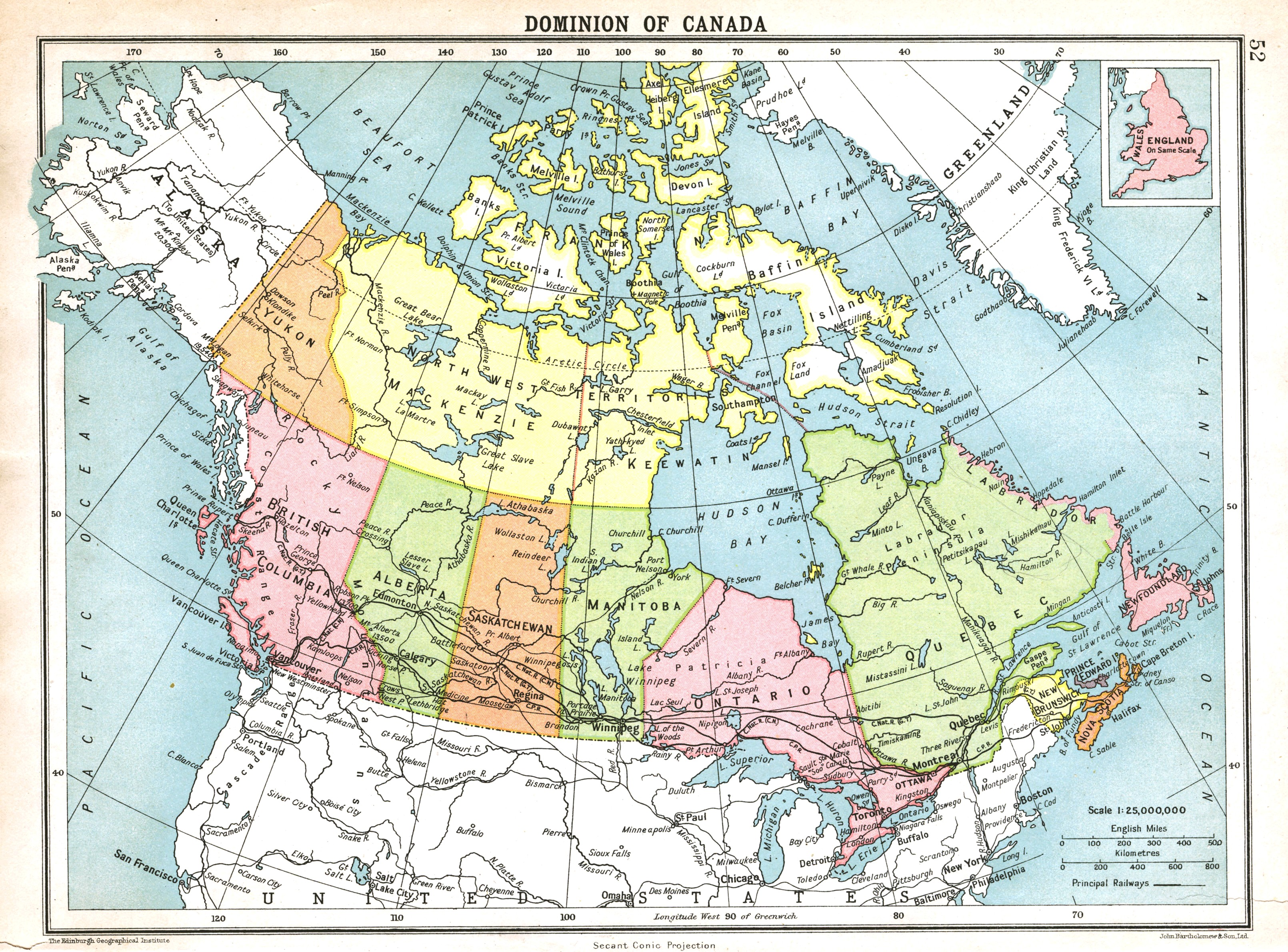
Домініон Канада у 1922 році

У результаті значного вкладу в перемогу союзників у Першій світовій війні, Канада стала більш наполегливою і менш шанобливою щодо британської влади. Переконавшись, що Канада добре зарекомендувала себе на полях бойових дій, прем'єр-міністр Роберт Лейрд Борден зажадав отримати окреме місце на Паризькій мирній конференції в 1919 році. Ця ініціатива була відхилена не тільки Великою Британією, а і Сполученими Штатами, що бачили в делегації лише додаткові голоси на користь Великої Британії. Борден відповів, що, оскільки втрати Канади досягали майже 60 000 людей, її право на рівний статус як нації було освячено на полі бою. Прем'єр-міністр Великої Британії Девід Ллойд Джордж зрештою поступився, і неохоче переконав американців прийняти присутність делегацій з Канади, Індії, Австралії, Ньюфаундленду, Нової Зеландії та Південної Африки. Вони також отримали свої місця в Лізі Націй. Канада не просила репарацій чи повноважень. Вона відігравала скромну роль в Парижі, але сам факт володіння місцем був предметом гордості. Канада з обережним оптимізмом ставилась до нової Ліги Націй, в якій вона займала активну і самостійну позицію.
В 1923 році британський прем'єр-міністр Девід Ллойд Джордж, неодноразово звертався за підтримкою до Канади в умовах загострення відносин між Великою Британією і Туреччиною. Канада відмовилася. Департамент закордонних справ, який був заснований в 1909 році, був розширений і сприяв канадській автономії. Канада знизила залежність від британських дипломатів і використовувала свою власну зовнішню службу. Так почалася кар'єра таких важливих дипломатів, як Норман Робертсон і майбутнього прем'єр-міністра Лестера Пірсона.

### Велика депресія
Основна стаття: Велика депресія
Канада сильно постраждала від Великої депресії, яка почалася в 1929 р. У період з 1929 по 1933 роки валовий національний продукт знизився на 40 % (в порівнянні з 37 % в США). Безробіття досягло 27 % на піку депресії в 1933 році. Багато підприємств були закриті, бо корпоративні прибутки в розмірі $ 396 мільйонів в 1929 році перетворилися в збитки в розмірі $ 98 мільйонів в 1933 році. Канадський експорт скоротився на 50 % в період з 1929 по 1933 роки. Будівництво зупинилося (до 82 %, 1929-33), а гуртові ціни впали на 30 %.
Рівень безробіття по всій країні склав 19 %. В Торонто за даними перепису 1931 року цей показник досягав 17 %. Фермерів, які залишилися на своїх фермах, не вважали безробітними. До 1933 року, 30 % робочої сили було поза роботою, і 1/5 частина населення стала залежати від державної допомоги. Заробітна плата впала, як і ціни. Найгірше постраждали райони, що залежали від сировинних галузей, таких як сільське господарство, гірничодобувна промисловість і лісозаготівель. Більшість сімей мали помірні втрати і незначні труднощі, хоча переважав песимістичний настрій і їх борги стали значнішими, у зв'язку з падінням цін. Деякі сім'ї втратили велику частину або навіть всі свої активи і сильно страждали.
У 1930 році на першому етапі тривалої депресії, прем'єр-міністр Маккензі Кінг вважав, що криза була тимчасовим колиханням бізнес-циклу, і що економіка незабаром одужає без втручання уряду. Він відмовився надати допомогу по безробіттю або федеральну допомогу провінціям. Основною проблемою було різке погіршення в економіці і позиція прем'єр-міністра, що ігнорувала тяготи звичайних людей. Переможцем виборів 1930 року став Річард Беннетт і консерватори. Беннет обіцяв високі тарифи і великомасштабні витрати, але зі збільшенням дефіциту, він став побоюватися і строго урізав федеральні витрати. З падінням рівня підтримки і погіршенням депресії, Беннетт спробував впровадити політику, засновану на Новий курс президента Франкліна Д. Рузвельта в Сполучених Штатах, але його спроба не виправдалася. Уряд Беннетта став центром народного невдоволення. Нездатність консерваторів відновити процвітання призвела до перемоги лібералів на виборах 1935 року.
Подолавши найтяжчий стан депресії, в Оттаві розпочали здійснювати програми з надання допомоги, таких як «Національний закон про житло» і «Національна комісія з питань зайнятості». У 1938 р парламент ухвалив рішення змінити статус Банку Канади з приватного підприємства на державне.
В особливо важкому стані знаходилася Західна Канада, де повне відновлення відбулося тільки після початку Другої світової війни в 1939 році.

## Друга світова війна

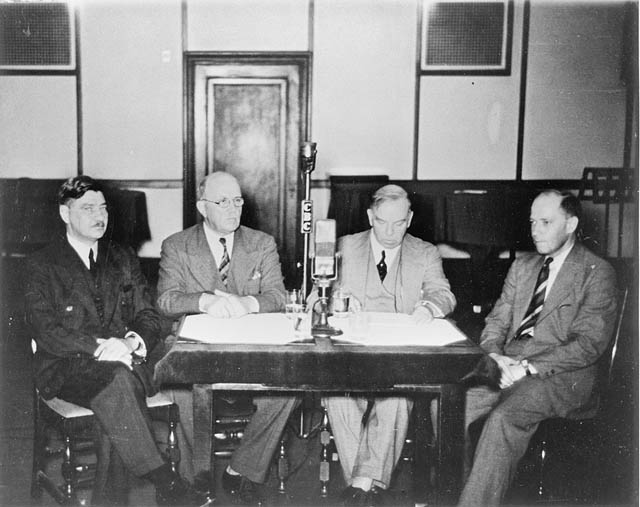
Макензі-Кінг оголошує заяву про вступ Канади в Другу Світову війну.

Разом з іншими членами Британської Імперії Канада вступила в Другу світову війну у вересні 1939 р. На чолі країни тоді стояв прем'єр-міністр від Ліберальної партії — Вільям Макензі-Кінг, який отримав від парламенту згоду на відправлення канадських військових загонів у Європу.
У Квебеку період війни відзначився масовими протестами проти примусової мобілізації. Більшість населення Квебеку вважало Другу світову війну «чужою». У значної частини населення було враження, що їх примушують битися (i вмирати) за інтереси англійського короля, якого у провінції ніколи не визнавали своїм. Щоб протидіяти призову на військову службу, було навіть утворено спеціальну політичну партію — Канадський народний блок. Варто зауважити, що серед найактивніших борців проти мобілізації був молодий П'є́р Еліот Трюдо́ — майбутній прем'єр-міністр Канади та борець проти квебекського сепаратизму — який у ті часи був переконаним квебекським націоналістом.
Перші канадські військові загони прибули до Великої Британії в грудні 1939 р. На перших етапах військових дій канадські з'єднання зазнали тяжких втрат, проте пізніше канадці брали участь у визволенні Європи, зокрема Нідерландів у 1944-45 роках. Під час війни економіка країни розвивалася бурхливими темпами, переважно завдяки військовим замовленням. Матеріальне постачання і зброя вироблялися власне для Канади, а також для Великої Британії, Китаю і Радянського Союзу. В 1949 р. формально незалежний Домініон Ньюфаундленду приєднався до Канадської Конфедерації як 10-та провінція Канади.
Післявоєнна еміграція з різних спустошених війною європейських країн змінила етнічний склад країни. В деяких містах з'явились великі іншомовні анклави, такі як італійські, українські, німецькі та інші. Канада також брала участь в корейській війні, але відмовилася від безпосередньої участі у війні разом з США у В'єтнамі. Під час в'єтнамської війни до Канади втекло багато американських дезертирів, а також тих, хто відмовлявся йти служити в американській армії.

## Питання незалежності Квебеку

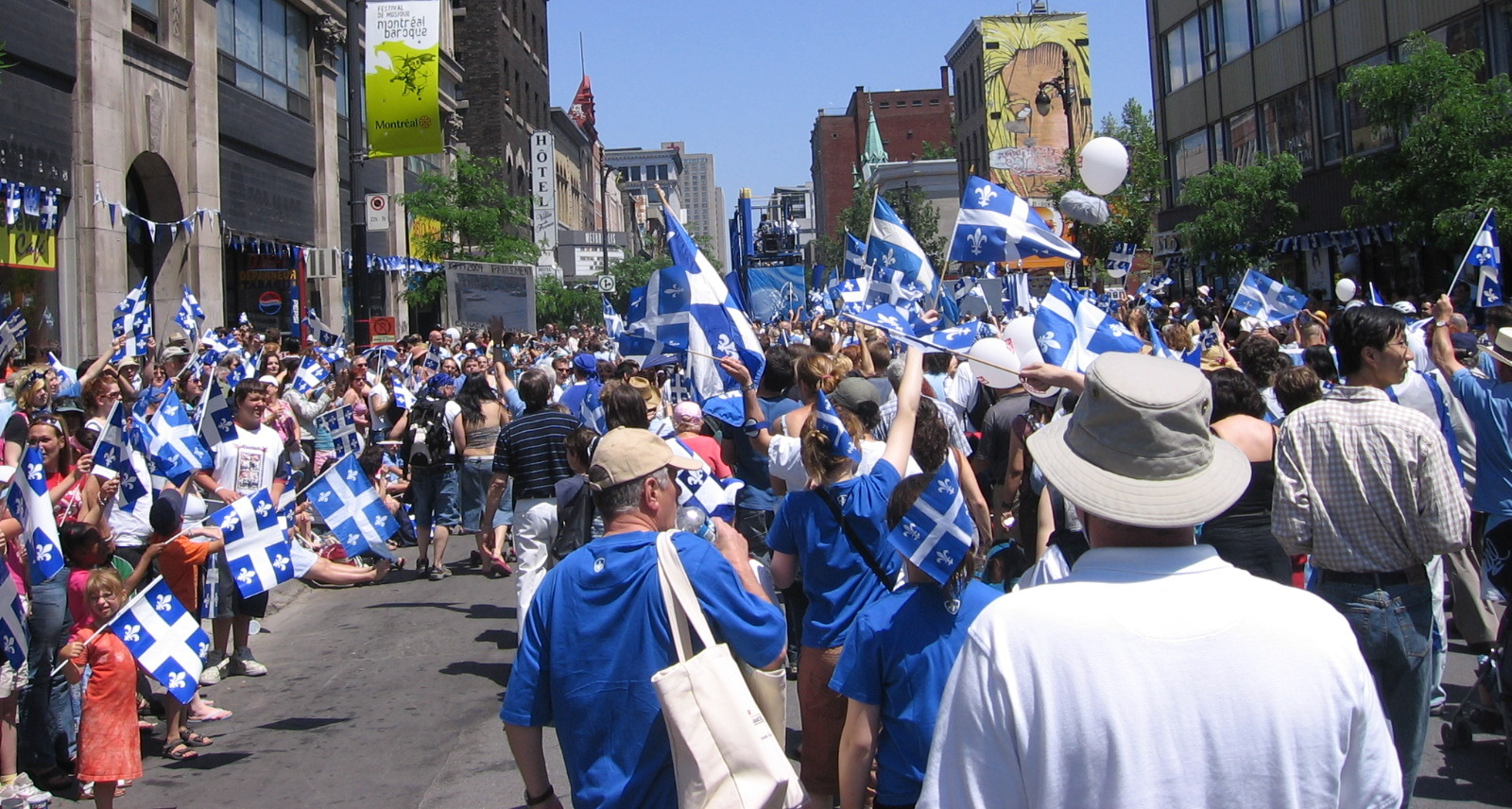
Після двох референдумів питання незалежності Квебеку все ще актуальне.

Протягом 60—70-х років продовжувався притік іммігрантів і економіка країни продовжувала зростати. Так звана Тиха революція в Квебеку призвела до посилення квебекського націоналізму. Кульмінацією націоналістичних проявів стала діяльність франкомовної терористичної організації Фронт визволення Квебеку, який здійснив низку терористичних акцій і зокрема викрав британського торгового представника Джеймса Річарда Кросса (англ. James Richard Cross) та квебекського міністра праці П'єра Лапорта (фр. Pierre Laporte). Останнього потім стратили. Діяльності Фронту був покладений край рішучими діями одного з найпопулярніших прем'єр-міністрів країни — П'єра Трюдо.
На зустрічі провінційних прем'єрів у листопаді 1981 р., федеральні і провінційні уряди домовилися створити або «репатріювати з Великої Британії» Канадську конституцію. Після довгих і тяжких перемов уряд Квебеку все одно не зміг погодитися з умовами проєкту конституції. Попри опозицію з Квебеку, 17 квітня 1982 р. Канада проголошенням Королеви Єлизавети Другої «репатріювала» свою Конституцію з Великої Британії, а фактично створила свою власну. Таким чином, Канада здобула повний суверенітет, хоча обидві країни й продовжують мати одного монарха.
Після Тихої Революції 1960-х років в Квебеку відбулися значні соціальні і політичні зміни, поляризація суспільства, значно поширився квебекський націоналізм. Проблеми і непорозуміння між англомовними і франкомовними мешканцями провінції продовжували загострюватися і популярності набув рух за повну незалежність Квебеку від Канади. 1976 року до влади приходить сувереністська Квебекська партія. Перший референдум про незалежність Квебеку відбувся в 1980 р., а другий в 1995. В обох опитуваннях ідея незалежності не здобула необхідної більшості, хоча під час референдуму щодо суверенітету Квебеку 1995 р. прихильникам незалежності не вистачило лише 0,5 % голосів. 1997 року канадський парламент прийняв, а Верховний Суд Канади затвердив положення, згідно з яким одноосібне проголошення незалежності Квебеком буде вважатися неконституційним.

## XXI століття
Консервативний уряд Стівена Харпера, який прийшов до влади в результаті виборів 2006 року, різко скоротив імміграційні квоти і підвищив вимоги до іммігрантів. Така політика призвела до поляризації канадського суспільства: більшість, незадоволене надмірними соціальними витратами на іммігрантів, підтримало ці заходи, в той же час така політика викликала різке невдоволення іммігрантів і жителів великих міст.
З 1 жовтня 2010 року Девід Ллойд Джонстон стає генерал-губернатором Канади.
У результаті парламентських виборів 2011 року консерватори отримали абсолютну більшість у Парламенті, а головною опозиційною партією вперше в історії стала Нова демократична партія. Навпаки, дві старі впливові партії — ліберали і Квебекський блок — зазнали нищівної поразки, їх представництво в парламенті зменшилася до кількох осіб.
Чинним прем'єр-міністром є Джастін Трюдо, лідер Ліберальної партії Канади, яка на парламентських виборах у жовтні 2015 року здобула перемогу, отримавши 184 місця і можливість сформувати уряд більшості.

## Місце Канади у світі
Після Другої світової війни економічна інтеграція зі Сполученими Штатами значно зросла. Ключовим моментом у цьому процесі було підписання Договору про вільну торгівлю (НАФТА) 1987 року між США, Мексикою і Канадою.